# Лекарственная ценность синюхи голубой (Polemonium caeruleum)
Синю́ха голуба́я (лат. Polemónium caerúleum) — вид растений рода Синюха (Polemonium) семейства Синюховые (Polemoniaceae). Лекарственное растение применяемое для лечения болезней легких, язвы желудка и двенадцатиперстной кишки, а также как седативное средство.

## Краткая характеристика
Многолетнее растение с прямостоячими, не ветвистыми стеблями высотой 35–120 см. Листья очерёдные, непарноперистые, с многочисленными продолговато яйцевидными листочками. Цветы от ярко голубой или синей до тёмно лиловой окраски, собраны в метёлки. Цветёт в июле — августе. Встречается в Европейской части России, Западной и Восточной Сибири.
В качестве лекарственного сырья используют корневище с корнями (лат. Rhizoma cum radicibus Polemonii). Готовое сырье должно состоять из хорошо высушенных корневищ, густо усаженных корневыми мочками. Остатки стеблей при корневищах не должны превышать 1 см, а толстые корневища должны быть разрезаны вдоль. Корневые мочки гладкие, цилиндрические, ветвящиеся, узловатые, перепутанные между собой. Корневище снаружи серовато-бурые, внутри на изломе желтовато-белые, корни снаружи желтоватые, а в изломе белые. Запах слабый, своеобразный, вкус горьковатый.

## Химический состав
В растение найдены тритерпеноиды: полемониогенин, камелиагенин. Стероид β-D-глюкозид β-ситостерина. Тритерпеновые сапонины. Фенолкарбоновые кислоты и их производные: хлорогеновая кислота. Флавоноиды: мирицетин, кверцетин, акацетин. Корневища содержат тритерпеноиды эсцин, сапонины: сапонозид, полемониозид В, полемониозид С, флавоноиды. Цветы содержат углеводы, сапонины, антоциан дельфинидин.

## Фармакология
На ценность растения для медицинской практики впервые в 1932 году обратил внимание М. Н. Варлаков, который при исследовании лекарственной флоры Восточных Саян установил сапониноносные свойства синюхи и предложил её как отхаркивающее средство вместо импортного корня истода кроваво-красного (Polygala senega L.).
Седативные свойства отвара впервые были отмечены В. В. Николаевым и А. А. Цофиной, установивших, что отвар в дозе 0,01—0,03 грамма (в пересчете на сухой вес) вызывал седативный эффект у мышей. Более выраженным успокаивающее действие проявилось у мышей которые до введения синюхи были более активными. При сравнительном изучении авторы пришли к выводу, что седативная активность синюхи превосходит валериану лекарственную (Valeriana officinalis L.) в 8—10 раз.
Исследования на лягушках, мышах, кошках и кроликах показали, что под влиянием сапонинов содержащихся в растении развивалось успокоение, понижалась рефлекторная возбудимость, наступал сон. Большие дозы вызывали угнетение и гибель животных.
На кроликах с экспериментальным холестериновым атеросклерозом было изучено действие сапонинов. Исследуемые сапонины имели гемолитический индекс 12 500. Вводили их внутривенно в дозе 5 мг/кг один раз в сутки длительное время. После курса лечения сапонинами синюхи содержание холестерина в крови понизилось, наступило понижение артериального давления. Гистологические исследования показали, что сапонины уменьшают липоидную инфильтрацию в интиме аорты и отходящих от неё крупных сосудов.

## Применение в медицине

### Лечение болезней легких
Впервые отхаркивающие свойства растения были испытаны Д. Д. Яблоковым и А. К. Сибирцевой. Под наблюдением были больные с заболеваниями легких и бронхов — туберкулез, острых и хронический бронхит, абсцесс легких, бронхопневмония, крупозная пневмония. Больные принимали растение в виде экстракта и отвара в течение 30 дней. Положительный эффект наблюдался в 60 % случаев. Для большинства больных действие синюхи выявлялось на 2—3 день после начала лечения. Увеличивалось количество и облегчалось выделение мокроты. Уменьшались катаральные явления в легких. В острых случаях при сильном болезненном кашле отмечалось смягчение кашлевых толчков и уменьшалась боль. Ученые пришли к выводу, что синюха эффективна при хроническом и остром бронхите, однако при хроническом бронхите действует лучше.
В сравнительное наблюдение за терапевтической эффективностью синюхи и сенеги показало, что отхаркивающие действие синюхи выражено сильнее. Синюха малотоксична и при длительном применение не вызывала побочных явлений. У больных туберкулезом в период приема синюхи не отмечалось кровохарканье, хотя до приема растения у них имелась склонность к кровохарканью.

### Седативный эффект
Седативное действие отвара синюхи было прослежено на пациентах психиатрической клиники. Настой из расчета 6 грамм сухих корней на 200 мл воды давали возбужденным больным по столовой ложке 2—3 раза в день после приема пищи в течение двух недель. Лечебный эффект выражался в успокаивающем действие. Пациенты становились более спокойными, тихими, послушными, у них появлялось дружелюбное отношение к окружающим. Сон становился более глубоким и спокойным.

### Лечение язвы
Для лечения язвенной болезни В. В. Николаевым и М. М. Панченковым предложен комбинированный способ лечения сушеницей топяной (Gnaphalium uliginosum L.) и синюхой. Применение данной комбинации обусловлено седативными свойствами синюхи и местным действием сушеницы, которая ускоряет заживление язвы. Лечение применяли на 70 больных от 30 до 60 лет страдающими хроническими заболеваниями. Диагноз язвенной болезни был подтверждён рентгеноскопически. Почти у всех больных после лечения наблюдались хорошие результаты. Прекращались боли, отсутствовала кровь в испражнениях, понижалась кислотность желудочного сока. Больные прибавляли в весе от 2 до 10 кг. В течение курса лечения оба растения болезненных явления не вызывали. Раздельное назначение сушеницы и синюхи не давало таких хороших результатов, как их комбинированное применение.
В Главном военном госпитале имени Н. Н. Бурденко проводили лечение язвенной болезни желудка или двенадцатиперстной кишки синюхой и сушеницей. Возраст больных составлял 30—40 лет. Во всех случаях заболевание носило свойственной язвенной болезни рецидивирующий характер с ежегодными сезонными обострениями и длилось от 3 до 7 лет. Под действием лечения у больных сокращался период болезненных ощущений, улучшался сон и аппетит, больные прибавляли в весе. В ряде случаев отмечено исчезновение ниши при язве двенадцатиперстной кишки и желудка.

## В народной медицине
Настой применяется при эпилепсии, туберкулезе легких, коклюше, лихорадящих состояниях, язве желудка и двенадцатиперстной кишки, при дизентерии. Наружно при укусах змей. В Белоруссии при нервных заболеваниях и бешенстве.

## В ветеринарии
Корневища и корни применяют в форме отвара 1:20, экстракта, болюсов, кашек, пилюль в качестве отхаркивающего при заболеваниях дыхательных путей, особенно при острых и хронических бронхитах и бронхопневмонии, а также как седативное и спазмолитическое средство при коликах. Доза для лошадей 10—20, овцам и свиньям 3—5, собакам 1—2 грамма.\

## Культивирование
Растёт на сырых, довольно богатых гумусом почвах, в условиях умеренного и значительного затенения. Типичные ее местообитания берега рек, сырые луга и заросли кустарников в долинах рек. Культивируется на Украине, в Белоруссии, Прибалтике, по всей центральной части Нечерноземья. Урожайность подземной части растения до 42 ц/га.